# Nadia Tass
Nadia Tass (Florina, 1956) è una regista, produttrice cinematografica e attrice greca con cittadinanza australiana.

## Biografia
Nadia Tass è originaria della Macedonia greca, regione a Nord del Paese. Nel 1966 si trasferisce con la famiglia in Australia. Trasferitasi successivamente in Inghilterra, alla fine degli anni settanta inizia la sua breve carriera come attrice, con una piccola parte nella serie televisiva Il prigioniero. Nel 1986 esordisce alla regia cinematografica con il film Malcolm.

## Filmografia

### Regista

#### Cinema
- È tutta fortuna (Pure Luck) (1991)
- Matrimonio sotto assedio (Mr. Reliable) (1996)
- Lea to the Rescue (2016)
- Isolation Restaurant - cortometraggio (2020)

#### Televisione
- Stark – serie TV, episodi 1x1-1x2-1x3 (1993)
- Disneyland (The Wonderful World of Disney) – serie TV, episodi 4x4-4x13 (2000-2001)
- Amore sotto copertura (Undercover Christmas) – film TV (2003)
- Samantha: An American Girl Holiday – film TV (2004)
- Le avventure di Felicity (Felicity: An American Girl Adventure) – film TV (2005)
- Custody - Una scelta difficile (Custody) – film TV (2007)
- Una fatale luna di miele (Fatal Honeymoon) – film TV (2012)
- Oleg: The Oleg Vidov Story – documentatio TV (2021)

### Regista e produttrice
- Malcolm (1986)
- Rikky and Pete (1988)
- Cuccata per il week-end (The Big Steal) (1990)
- Amy (1997)
- So che ci sei (Matching Jack) (2010)

### Attrice
- Skyways – serie TV, episodi 1x136 (1979)
- Il prigioniero (The Prisoner) – serie TV, 4 episodi (1979-1983)